# Percy Ludwick
Percy "Persy" Ludwick (Reino Unido, 1908 - Moscú, 25 de septiembre de 2001) fue un ingeniero ruso-británico, que desarrolló su actividad en las Brigadas Internacionales en defensa de la legalidad republicana en la guerra civil española y en la Segunda Guerra Mundial.

## Biografía
Nacido en Inglaterra de judíos rusos exiliados en el Reino Unido tras el fracaso de la revolución de 1905, su padre falleció preso en Polonia durante la Primera Guerra Mundial. La familia regresó a Rusia, ya como Unión Soviética, en 1921 y Percy se formó como ingeniero. En 1937 se incorporó a las Brigadas Internacionales en España teniendo como primer destino el batallón Británico, si bien su formación académica motivó su traslado a la XV Brigada como jefe de ingenieros. Participó durante toda la guerra hasta la salida de las Brigadas en 1938. Fue el diseñador y supervisor del monolito en honor de los treinta y siete brigadistas fallecidos en combate en la sierra de Pandols durante la batalla del Ebro. En la Segunda Guerra Mundial, junto a su esposa, sirvió en el Ejército Rojo en la retaguardia en Moscú.